# Proales werneckii
Proales werneckii (Syn.: Proales wernecki) ist eine Art aus der Gattung der Schmarotzer-Rädertierchen (Proales). Sie dringt in die Zellen der Alge Vaucheria ein, wo sie sich ernährt und die Bildung von Gallen auslöst.

## Merkmale
Bei den Arten der Familie Proalidae liegt der Mund inmitten eines zur Bauchseite hin abgeschrägten Wimpernfeldes. Die Körperform ist bei Proales werneckii spindelförmig, der Fuß ist kurz und besitzt kleine Zehen und Drüsen. Auf dem Cerebral-Ganglion befindet sich ein rotes Linsenauge. Die Weibchen sind rund 195 Mikrometer lang, die Männchen sind etwas kleiner und haben eine Länge von 145 Mikrometern. Bis auf ihre geringere Größe ähneln die Männchen dieser Art äußerlich den Weibchen.

## Verbreitung
Die Art kommt nahezu weltweit, sowohl auf der Süd- als auch auf der Nordhalbkugel vor und ist aus Europa, Nordamerika, Afrika und Australien nachgewiesen. Proales werneckii befällt sowohl die im Süßwasser als auch die im Brackwasser lebenden Arten der Gattung Vaucheria.

## Lebensweise
Junge, weibliche Rädertiere der Art Proales werneckii suchen sich Stellen in der Wachstumszone von Fadenalgen der Gattung Vaucheria, an denen die Zellwand noch nicht vollständig ausgehärtet ist und sie leicht eindringen können. Dort unterbrechen sie die Ausbildung eines Gametophoren oder der Wachstumszone der Alge, indem sie die Zelle zur Gallbildung anregen. Die Galle ist ein zylinder- oder kolbenförmiger Auswuchs von ca. 80–120 × 140–1500 Mikrometern. Das Rädertier verbringt den Rest seines Lebens in der Vakuole dieser Galle. Hier legt Proales werneckii oft mehr als 80 Subitaneier ab. Die Organellen im Zytoplasma der Wirtszelle liefern ununterbrochen Nahrung und Energie für das Rädertierchen, das sich von Öltröpfchen, Zytoplasma und Plastiden innerhalb der Zelle ernährt. Nach dem Schlüpfen suchen sich die Jungen weitere Gametophoren oder Wachstumszonen innerhalb derselben Alge oder sie verlassen den Faden, um in einen anderen einzudringen.
Neben den Subitaneiern werden auch Dauereier produziert. Diese gelangen aus der Galle ins Wasser, wenn diese zerfällt. Die Eier überwintern meist im Sediment bzw. verbringen dort eine Ruhephase. Aus unbefruchteten, haploiden Eiern schlüpfen Männchen, aus den befruchteten Weibchen. Bei den Männchen der meisten Arten der Gattung Proales ist der Verdauungstrakt rudimentär und funktionslos. Das Männchen von Proales werneckii hat hingegen einen gut entwickelten Kauapparat und einen voll ausgebildeten Verdauungskanal. Ob die Befruchtung der Eier innerhalb oder außerhalb der Galle stattfindet, ist noch ungeklärt.